# Pedro de Mena
Pedro de Mena y Medrano (Grenade, août 1628 - Malaga, 13 octobre 1688), est un sculpteur baroque surnommé « le Bernin espagnol » et considéré comme l'un des principaux représentants de l'école grenadine.

## Biographie

### Enfance et famille
Pedro de Mena y Medrano naît en août 1628 à Grenade, du mariage d'Alonso de Mena y Escalante et de Juana de Medrano y Cabrera. Il fait son apprentissage de sculpteur auprès de son père et aux côtés d'autres artistes, dont Pedro Roldàn,.

### Carrière artistique

#### Jusqu'à l'arrivée d'Alonso Cano (1646-1652)
A la mort de son père, en 1646, Pedro de Mena prend la tête de l'atelier familial, alors le plus important de Grenade.
En 1647, il épouse Catalina de Vitoria y Urquijo avec qui il aura de nombreux enfants, dont cinq entreront dans les ordres.
Il travaille alors dans le style réaliste hérité de son père, donnant cependant à ses personnages une plus grande vivacité expressive Il réalise alors plusieurs statues de saints : Santa Ana, San Joaquín, San Francisco et San Matías, pour l'église de San Matías (Grenade), et un San Juanito pour l'église de San Antón.

#### Influence d'Alonso Cano (1652-1658)
Pour honorer un important volume de commandes, Pedro de Mena embauche Bernardo de Mora (1614-1684). En 1652, il reprend ses études sous la férule d'Alonso Cano (1601-1667), à la fois collaborateur essentiel et maître, qui va lui permettre de progresser dans son esthétique et sa technique. Les attitudes et les expressions des personnages sont sublimées. Les plis des vêtements, de longs et tendus, deviennent courts et saccadés. Cano apporte avec lui de nouveaux modèles, comme celui de l'Immaculée Conception. De Mena en réalise une pour l'église d'Alhendín selon les instructions de Cano. Sur le même style, il travaille pour le monastère de l'Ange Gardien et pour l'église de San Justo y Pastor de Grenade,,.

#### Arrivée à Malaga et séjour à la Cour (1658-1663)
En 1658, De Mena se transfère à Malaga, où il achève les stalles du chœur de la cathédrale en sculptant une série de quarante saints, qu'il achève en 1662,.
En 1662, il est appelé à la Cour et se rend à Madrid où on lui commande une Virgen del Pilar pour la reine mère et un crucifix pour le prince Doria,.
Il séjourne à Tolède (1663) où le chapitre de la cathédrale lui commande un Saint François’,,.

Son travail se ressent toujours des enseignements de Cano, puis il s'en émancipe pour se créer, sous influence castillane, un style personnel conjuguant réalisme et  intensité expressive (Saint François de la Cathédrale de Tolède),.

L'Enfant Jésus endormi  - Musée Goya
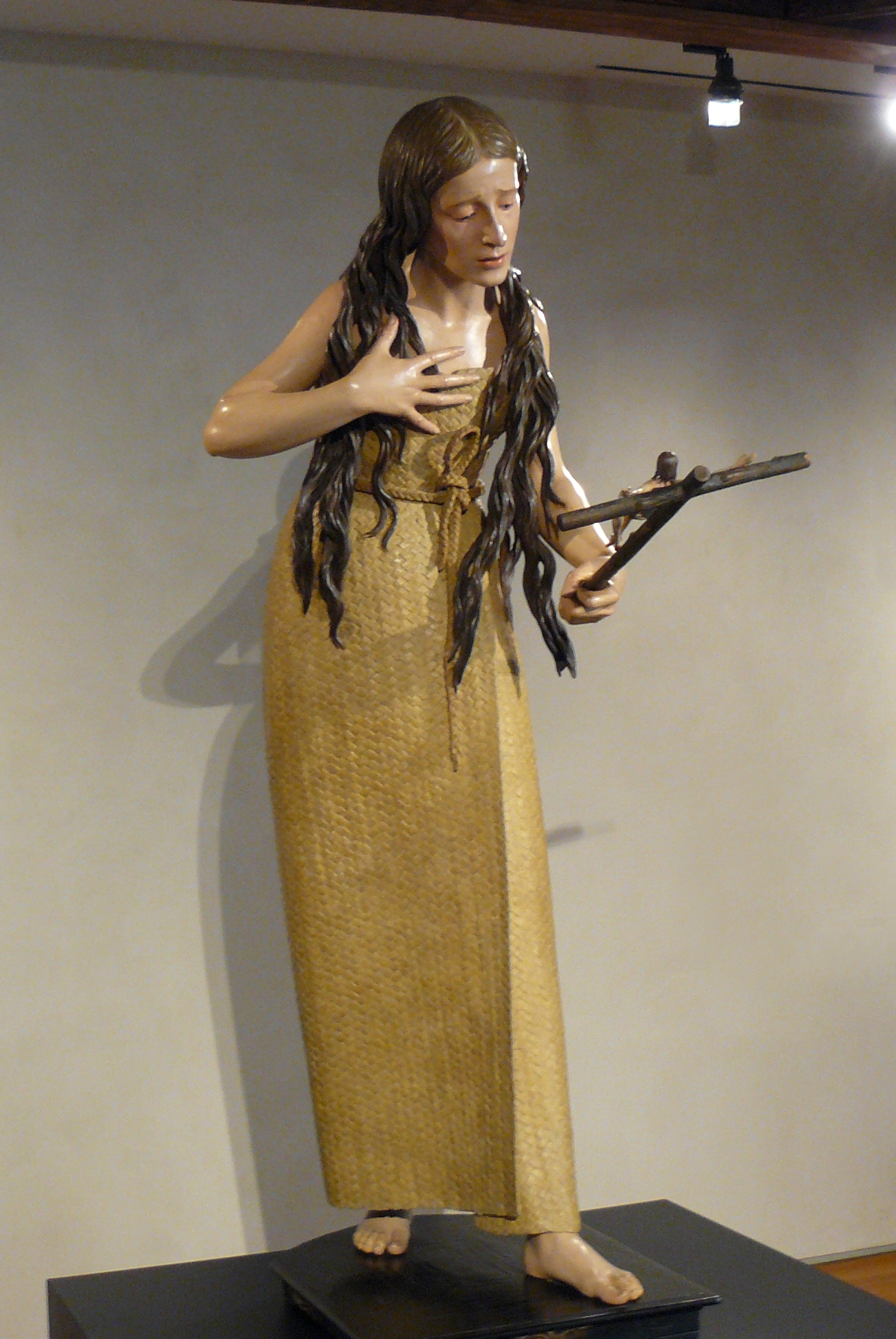
Marie-Madeleine pénitente, (1664) Musée national de la sculpture
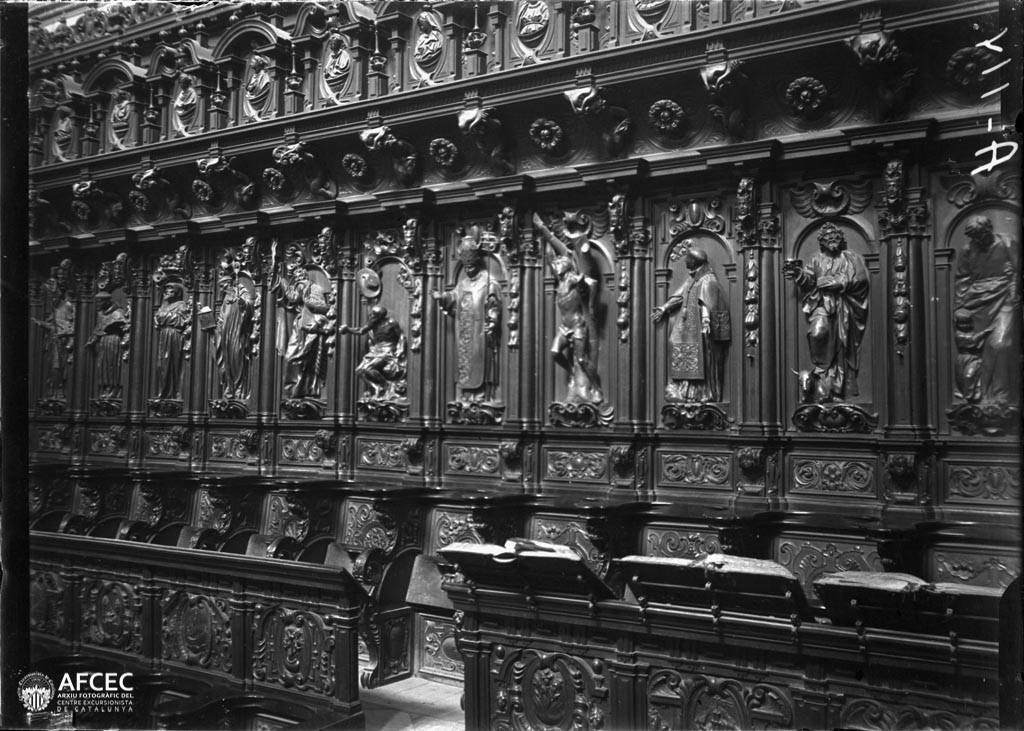
Sièges en bois au choeur de la cathédrale de Malaga
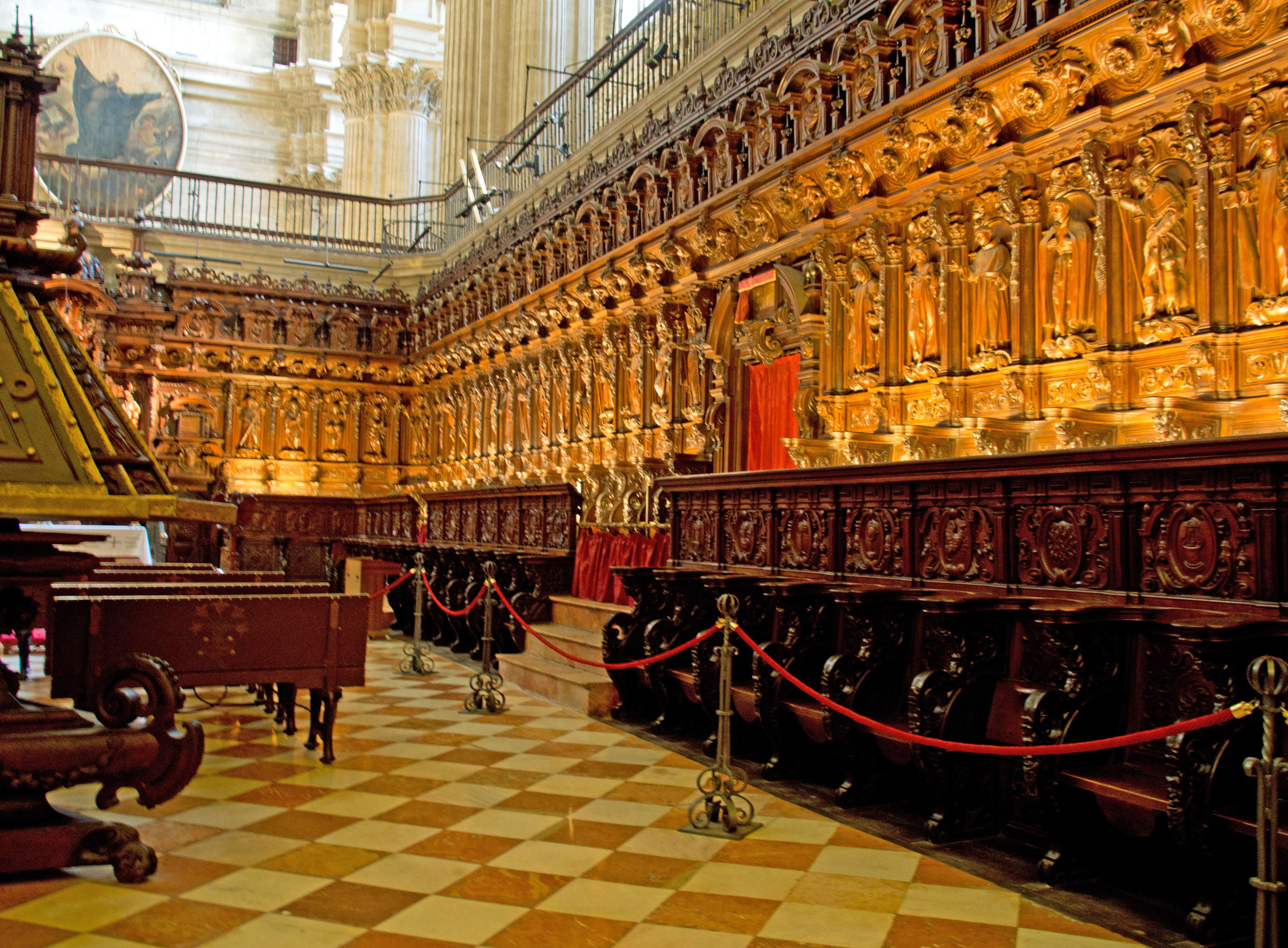
Stalles du Chœur Cathédrale de l'Incarnation (Malaga)
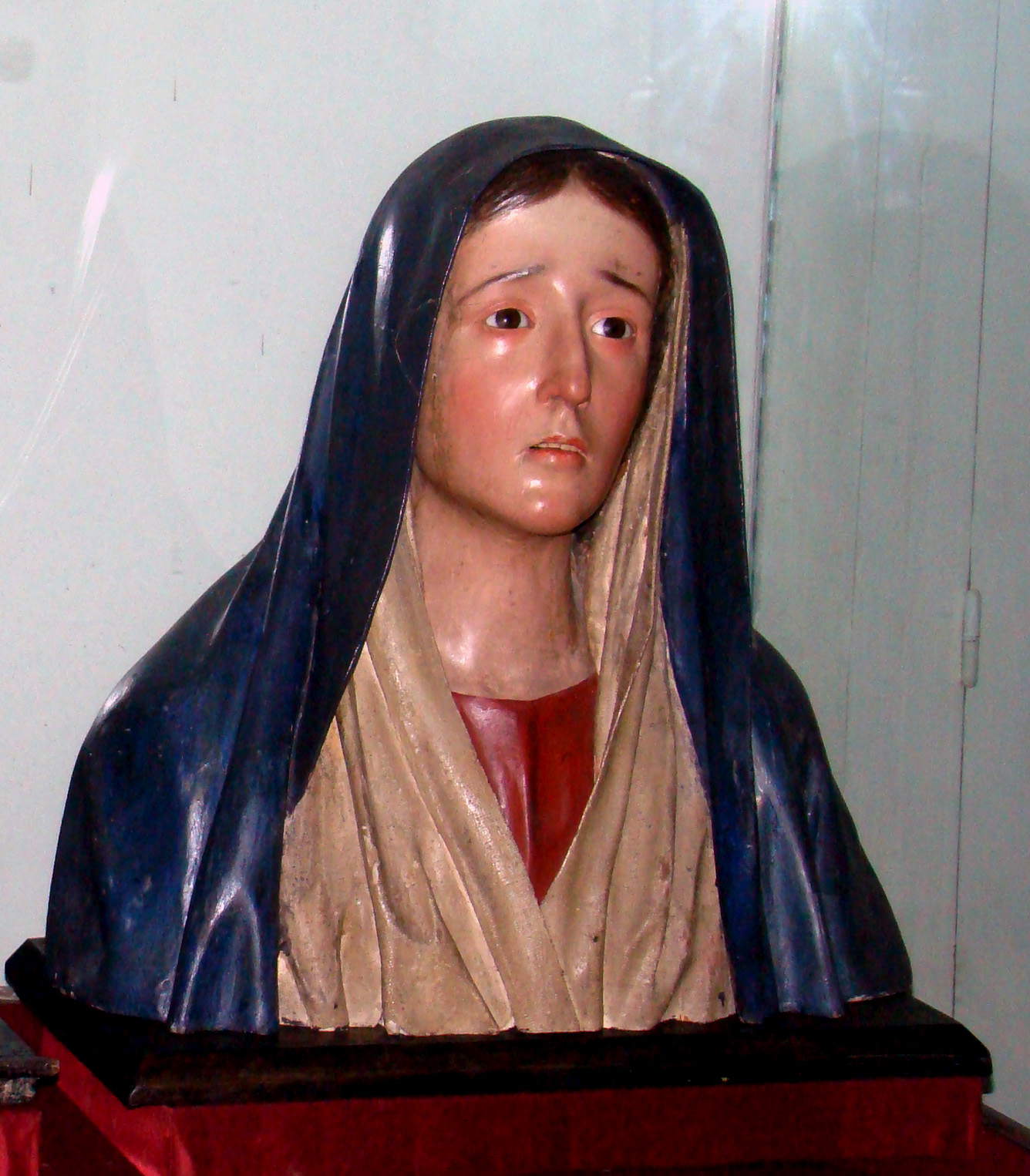
Mater Dolorosa (1673) Valladolid
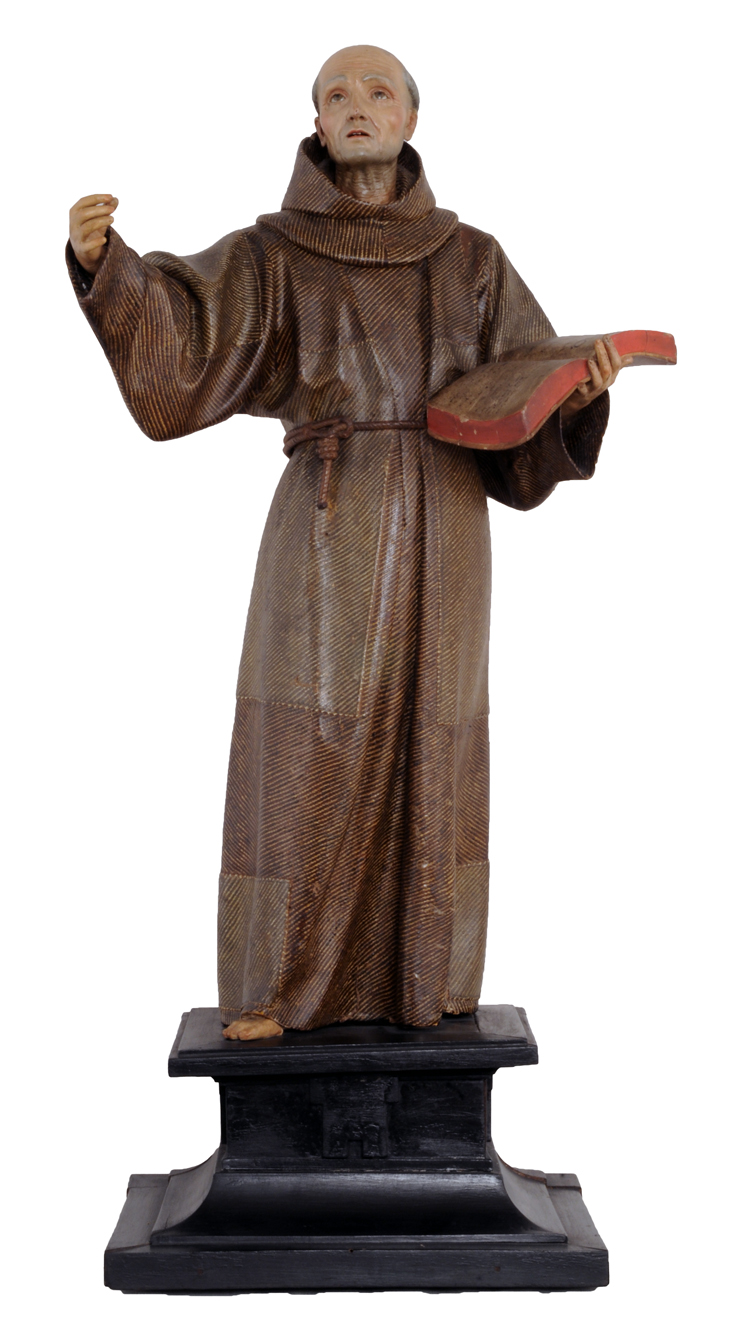
Pierre d'Alcántara Musée Frederic Marès Barcelone
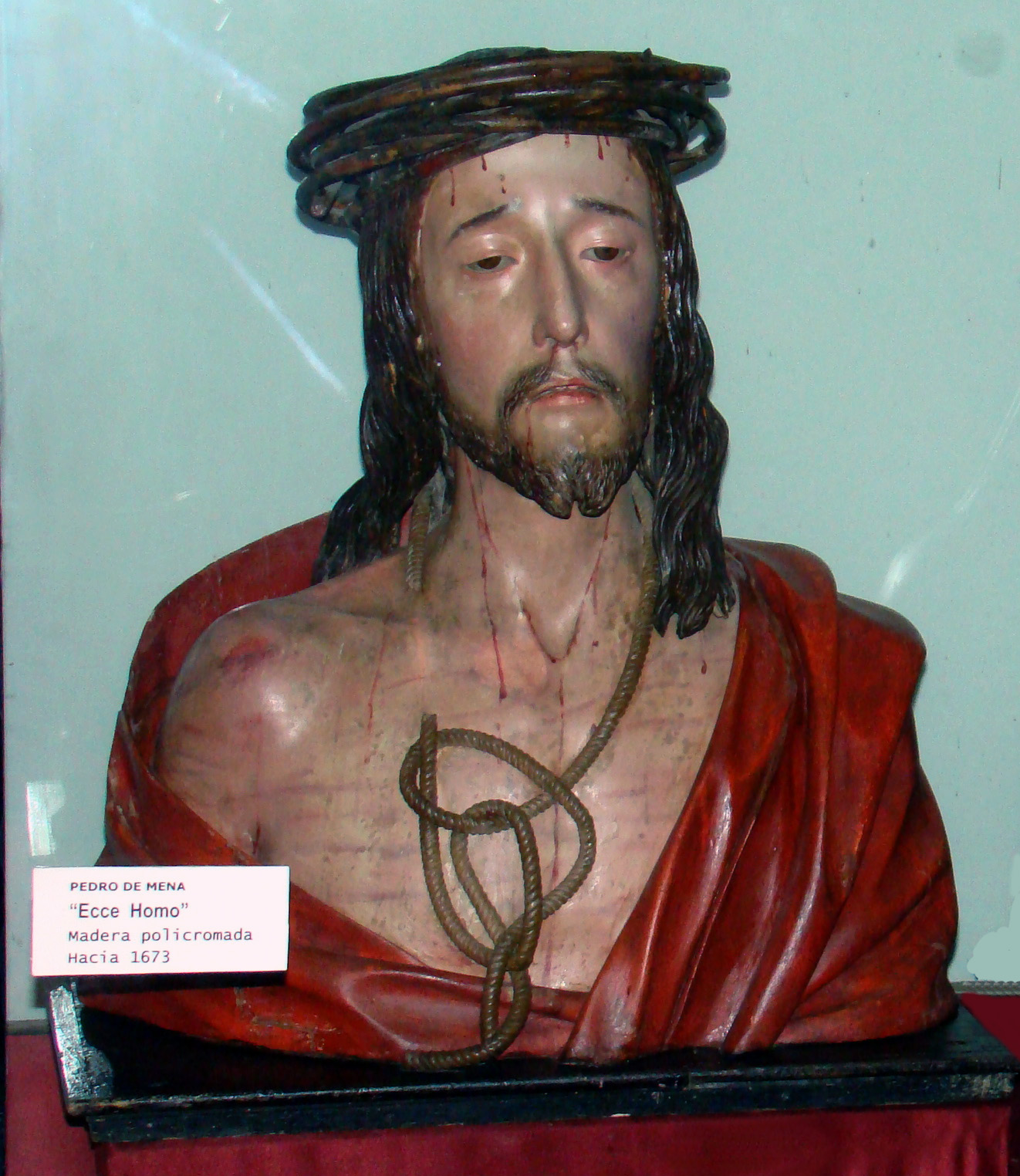
Ecce Homo (1673) Valladolid
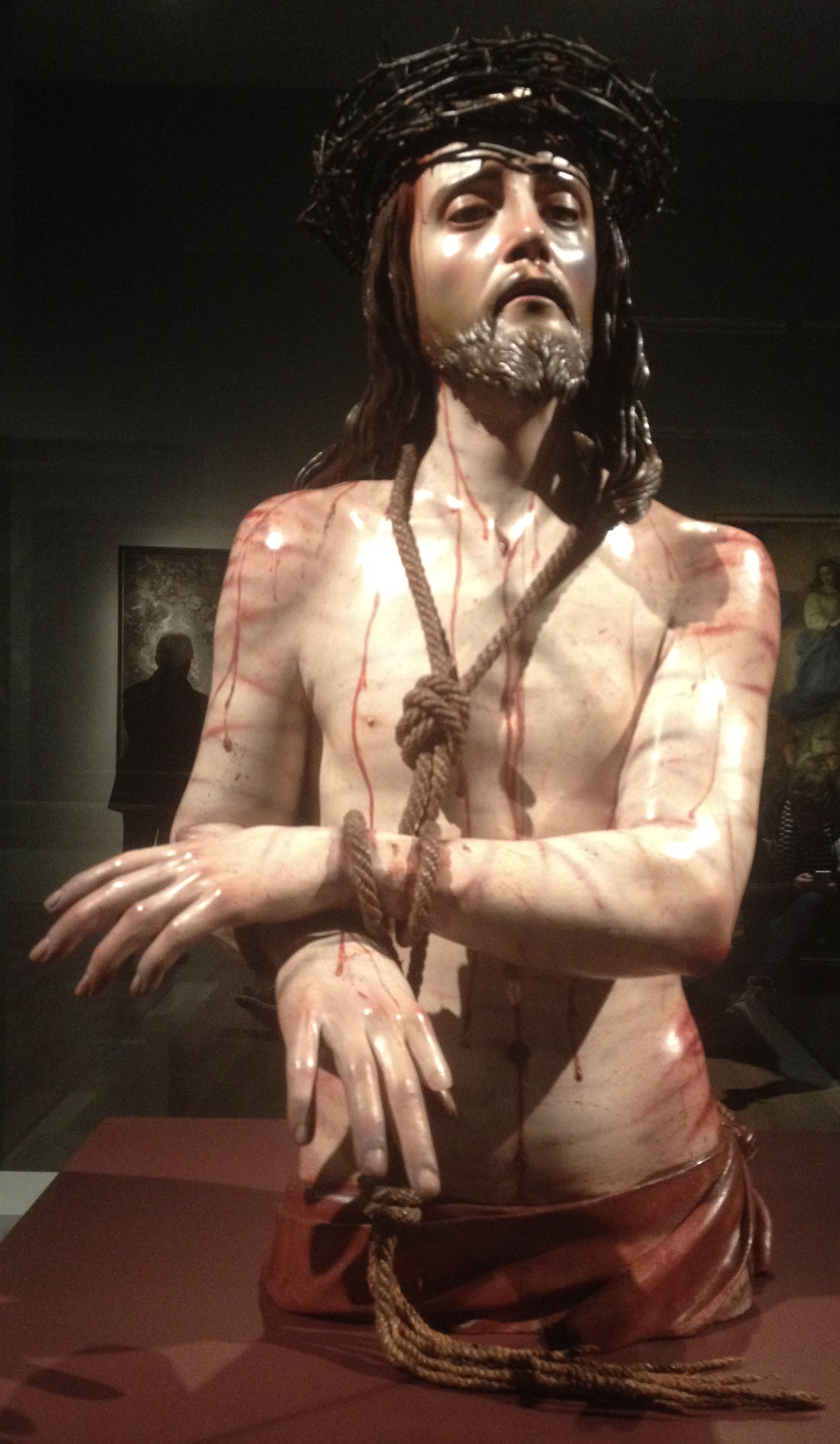
Ecce Homo (1673) Valladolid
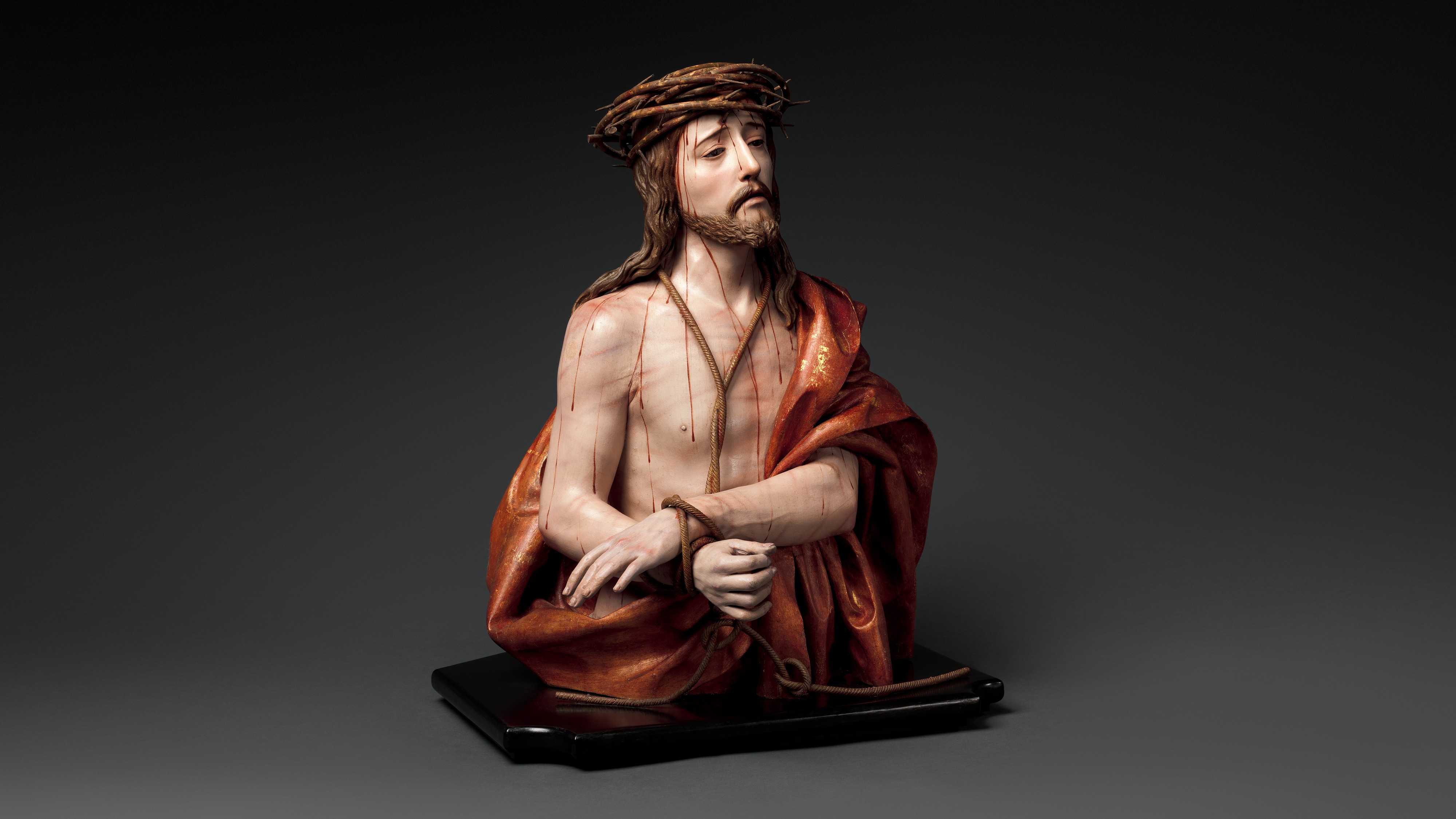
Ecce Homo Metropolitan Museum of Art
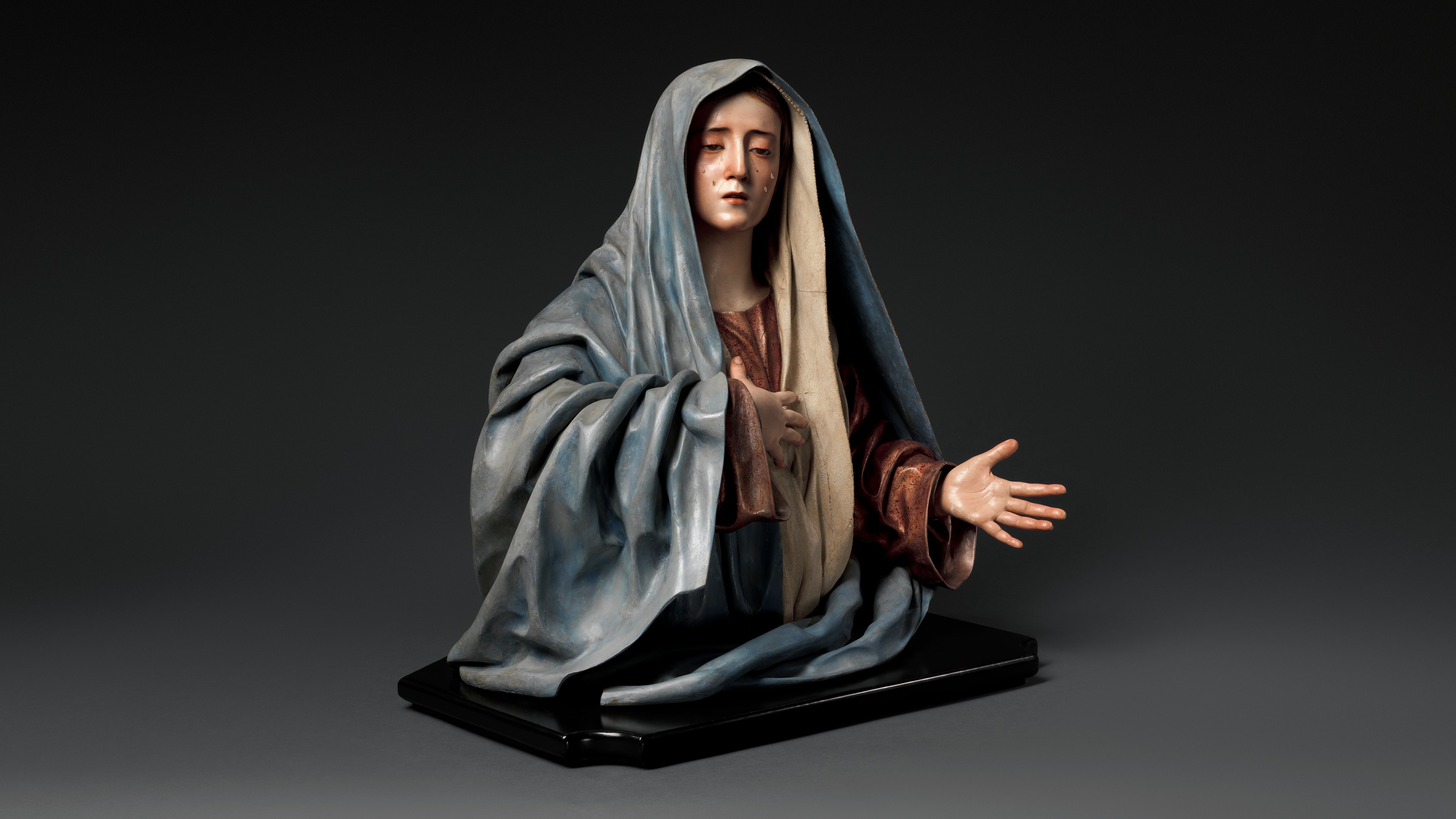
Mater Dolorosa Metropolitan Museum of Art

#### Retour à Malaga et maturité artistique (1664-1679)
De retour à Malaga en 1664, De Mena, pleinement maître de son propre style, connaît un véritable succès : la Madeleine pénitente  (commandée pour la Maison professe de la Compagnie de Jésus à Madrid, aujourd'hui au Musée du Prado) illustre parfaitement cette étape. L'originalité et la popularité de cette œuvre lui amènent de nombreuses commandes. Il sculpte essentiellement pour Grenade, sa ville natale, et Malaga, sa ville de résidence, mais aussi pour Cordoue, Murcie, Madrid, etc.,
Pour l'église San Francisco de Cordoue, il produit un San Pedro de Alcántara (1673) ; pour l'église San Nicolás de Murcia, San José et l'Immaculée Conception (1674-1676) ; pour le monastère des Descalzas Reales de Madrid, un Ecce Homo et la Dolorosa (1673),.
Si son atelier contribue alors à produire des formes plus stéréotypées, la touche finale du maître signe encore des œuvres d'une qualité exceptionnelle.

En 1675, il sculpte dans le marbre les statues en prière des Rois Catholiques (dans la Cathédrale de Grenade), associés aux bustes d'Adam et Ève réalisés par Alonso Cano. 

Etude pour la statue de Ferdinand le Catholique.
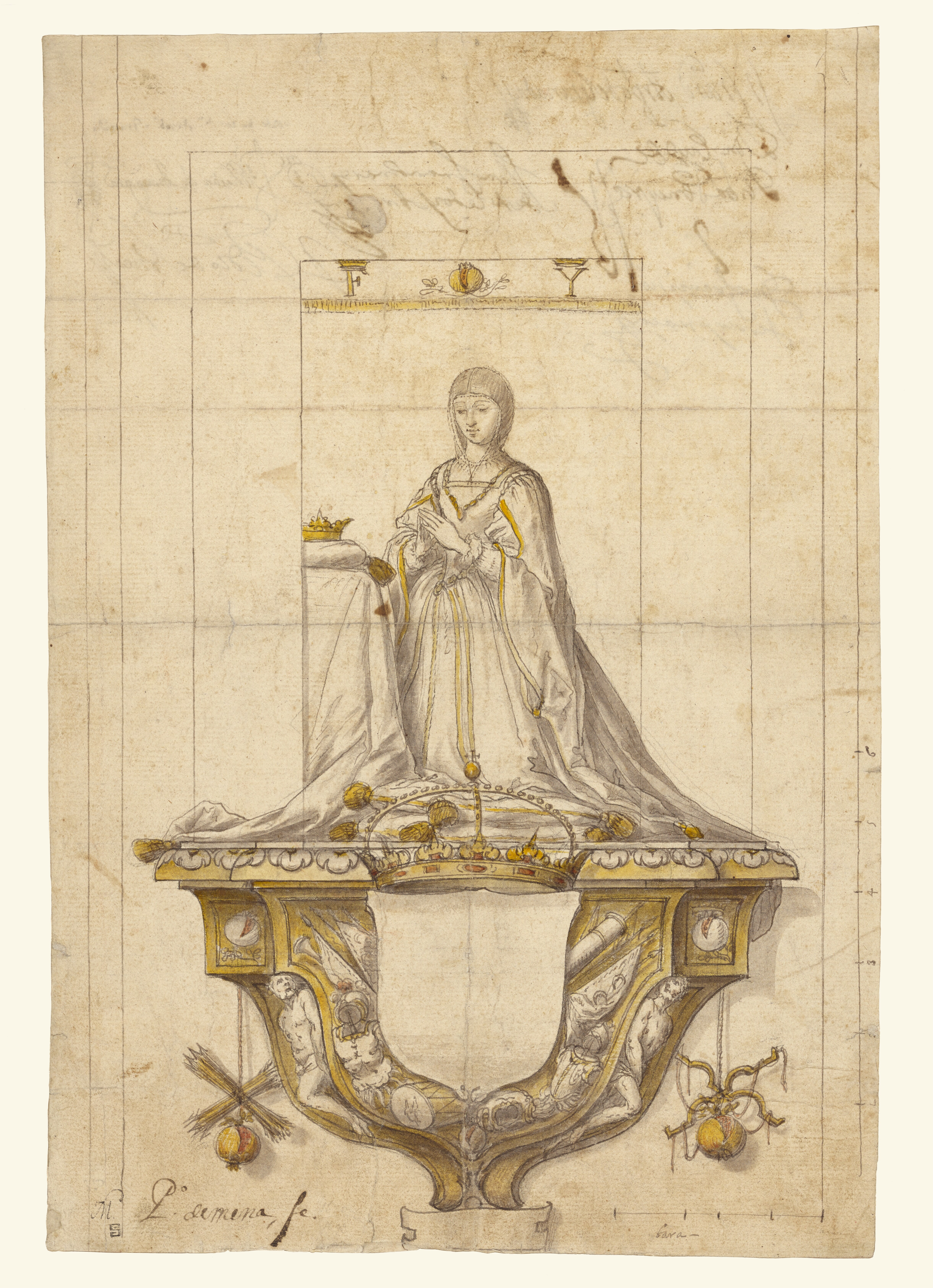
Etude pour la statue d'Isabelle la Catholique.

Pour l'église Santo Domingo de Málaga, il réalise le Christ de la Bonne Mort (détruit en 1931, mais connu grâce à des reproductions photographiques).
Dans les années 1670, l'atelier De Mena honorant les commandes, son patron se dédie à d'autres activités plus commerciales qu'artistiques :  vente d'esclaves, transactions immobilière, commerce de la soie et de la cire.

#### Décadence et maniérisme (1679-1688)
En 1679, De Mena est touché par une grave maladie (peut-être la peste bubonique), mais son atelier continue à honorer ses commandes, en cédant à la facilité de la répétition (Dolorosas, Vierges de Bethléem, Ecce Homos). Le modelé des statues devient maniéré et les expressions des personnages contre nature. Le Saint Jean de Dieu (1682), sculpté en remerciement pour les soins reçus pendant sa maladie par les frères hospitaliers de l'ordre éponyme, témoigne de cette dernière étape artistique.
En mai 1688, il rédige un testament en faveur de sa femme et décède quelques mois plus tard, le 13 octobre 1688, à Malaga. Il est enterré au couvent cistercien, proche de sa maison. Deux de ses filles, Andréa et Claudia (en religion Maria de la Encarnacion  et Juana de la Asuncion), ayant appris la sculpture auprès de leur père, ont laissé des statuettes de Saint Benoît et de Saint Bernard au couvent des cisterciennes.

### Technique
De Mena sculpte principalement le bois, très rarement le marbre.
Sa polychromie simple est caractéristique : vêtements de tons rougeâtres, marron et bleus, posés à plat. Pour les détails du costume, il utilise des garnitures et des tresses décorées de petites feuilles et de fleurs, en poudre d'or posée à la pointe du pinceau. Les carnations, mates et en demi-teintes, sont particulièrement élégantes et soignées. Pour ajouter au réalisme de ses personnages, De Mena pouvait ajouter des postiches (dentelles, couronnes d'épines, ceintures de corde, yeux en verre, dents en ivoire, ongles en corne, cils réalisés en cheveux naturels),. « Tout est fait pour parvenir à une maîtrise parfaite et réaliser des statuaires peintes si criantes de vérité qu’elles ne peuvent qu’émouvoir, toucher l’âme et déclencher de puissantes émotions par leur effet de mimétisme ».

## Œuvres[2]

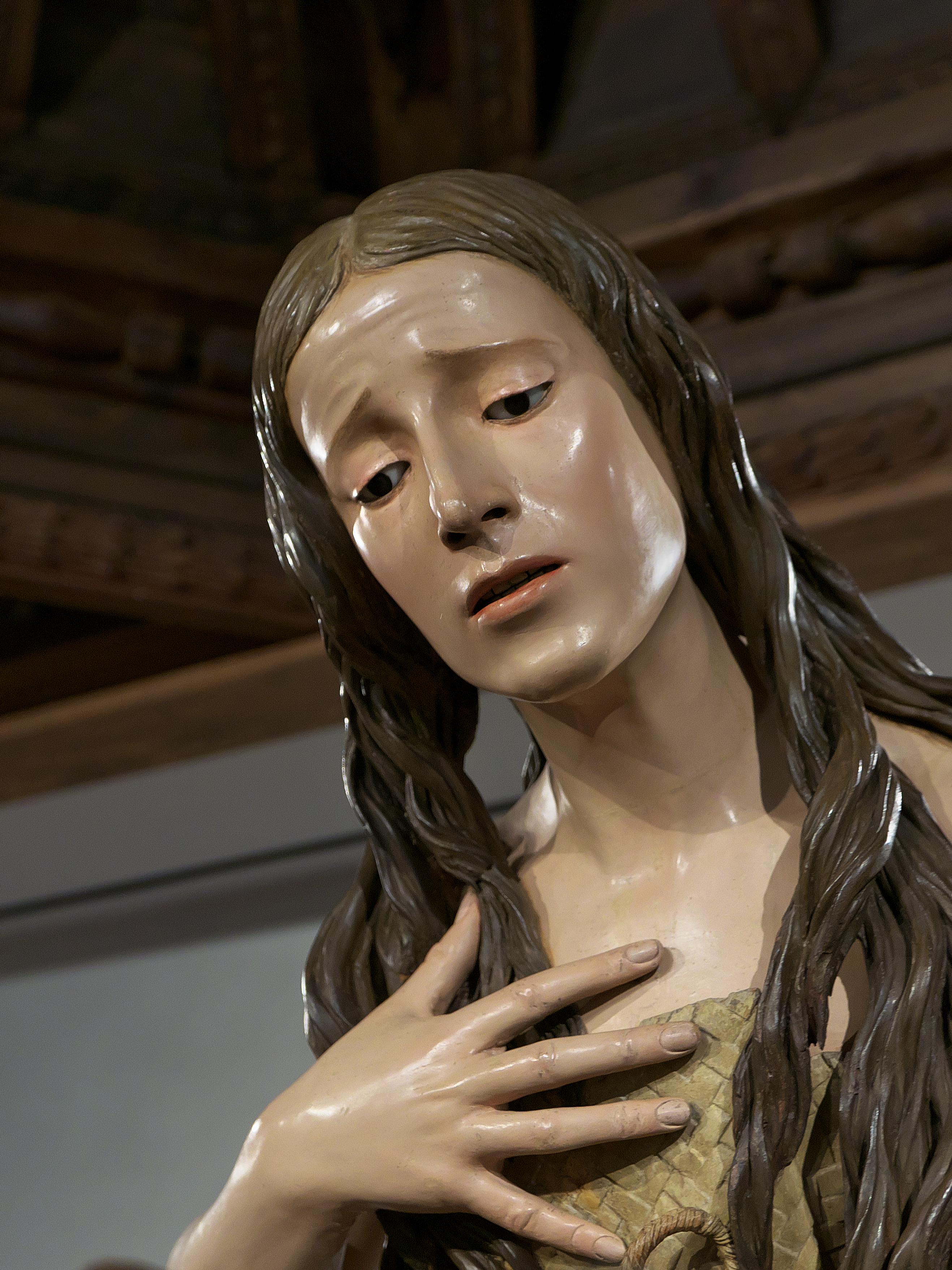
Madeleine pénitente, musée national de sculpture, Madrid.

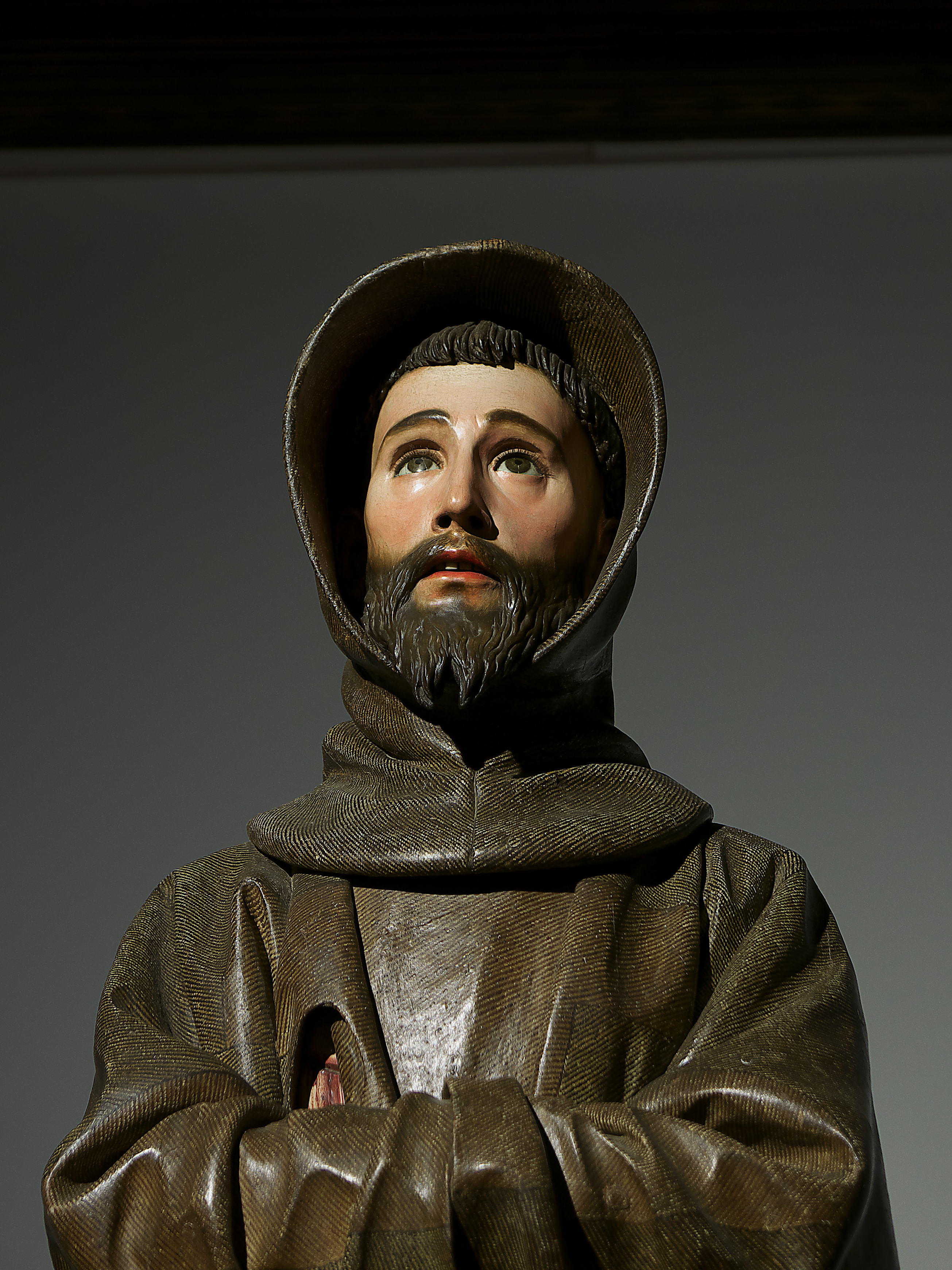
Saint François d'Assise (Musée municipal d'Antequera).

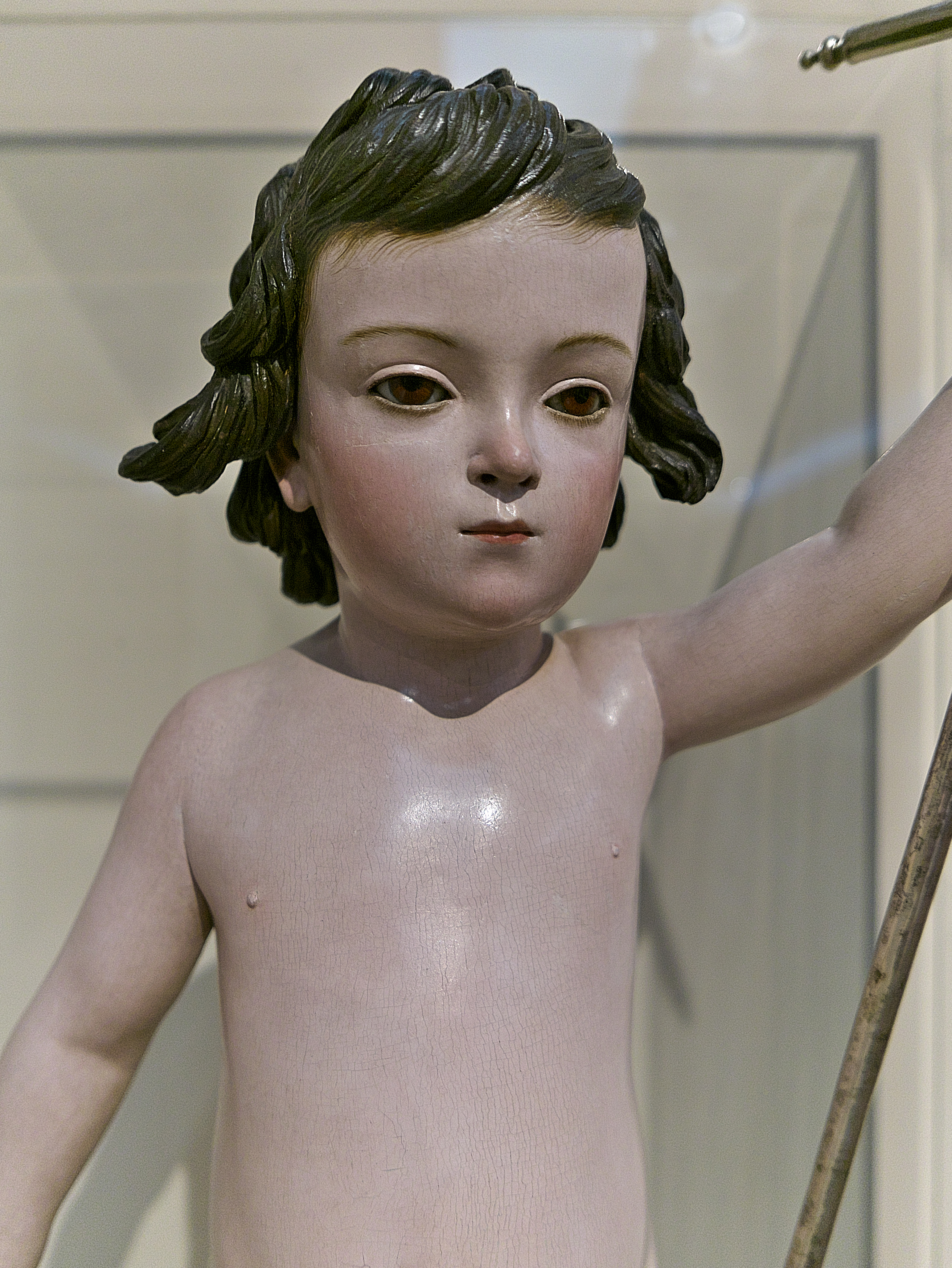
Saint Jean-Baptiste enfant, musée des beaux-arts de Séville.

- San Francisco Solano, église paroissiale de Santiago, Montilla (Cordoue), 1647.

- San Juanito, église de San Antón, Grenade, ca 1650.
- Saint Pierre apôtre, église de San Antón, Grenade, 1650.
- Saint Paul, église de San Antón, Grenade, 1650.
- Saint Anne, église de San Matías, Grenade, 1650.
- Saint Joachim, église de San Matías, Grenade, 1650.
- Saint François d'Assise, église de San Matías, Grenade, 1650.
- San Matías, église de San Matías, Grenade, 1650.
- Saint Joseph avec l'Enfant Jésus, réalisé pour le couvent de l'Ange Gardien, Grenade, 1650.
- Vierge de Bethléem, musée de la Cathédrale, Grenade, 1651.
- Saint Joseph avec l'Enfant Jésus, cathédrale, Cordoue, ca 1651.
- Saint François d'Assise, collection Payá, Tolède, ca 1651-1675.
- Saint François d'Assise, Musée municipal d'Antequera (Málaga), ca 1651-1675.
- Immaculée Conception, Couvent des Benitas, Tolède, ca 1651-1675.
- Saint Jean l'Évangéliste, église des Saints Justes et Pasteur, Grenade, ca 1651-1675.
- Saint Luc, église de Santos Justos y Pastor, Grenade, ca 1651-1675.
- Saint Marc, église des Santos Justos y Pastor, Grenade, ca 1651-1675.
- Saint Mathieu, église des Santos Justos y Pastor, Grenade, ca 1651-1675.

Avec Alonso Cano
- - Saint Antoine de Padoue, Musée des Beaux-Arts, Grenade, ca 1653-1657.
  - San Diego de Alcalá, Musée des Beaux-Arts, Grenade, ca 1653-1657.
  - Saint Joseph avec l'Enfant, Musée des Beaux-Arts, Grenade, ca 1653-1657.
  - Saint Antoine, Musée des Beaux-Arts, Grenade, ca 1653-1657.
- Saint Pierre d'Alcántara, Musée des Beaux-Arts, Grenade, vers . 1655-1657.
- Immaculée Conception, église paroissiale, Alhendín (Grenade), 1656.
- Immaculée Conception, oratoire de l'archevêque émérite José Méndez Asensio dans le couvent des Serviteurs de l'Évangile, réalisé pour le couvent du Saint-Ange gardien, Grenade, 1658.
- Sainte Claire, couvent du Saint-Ange gardien, Grenade, 1658.
- Stalles du chœur, cathédrale, Malaga, 1658.
- Immaculée Conception, église paroissiale, Villaverde de Medina (Valladolid), ca 1660 (attribué)
- Saint François d'Assise, cathédrale, Tolède, 1662.
- Saint Pierre d'Alcántara, Musée national de sculpture, Valladolid, ca 1663.
- Christ de la Bonne Mort, église de Santo Domingo, Málaga, ca 1663-1664 (disparu).
- Madeleine pénitente, Musée national du Prado, Madrid, 1664.
- Immaculée Conception, église paroissiale, Longares (Saragosse), ca 1665-1670.
- Immaculée Conception, Musée du couvent San José, Ávila, ca 1670.
- María Santísima de la Esperanza, église de San José, Fuengirola (Málaga), 1670.
- Dolorosa, Musée des Beaux-Arts, Grenade, ca 1670-1680.
- Saint François mort, église de San Martín, Ségovie, ca 1670-1680.
- Dolorosa, Salamanque, Monastère de Notre-Dame de l'Assomption, Salamanque, ca 1670-1680.
- Ecce Homo, Musée des Arts Décoratifs, Madrid, ca 1670-1680.
- Christ à la colonne, collection privée, Málaga, ca 1670-1688.
- Saint Pierre d'Alcántara, église de San Francisco, Cordoue, 1673.
- Dolorosa, Descalzas Reales, Madrid, 1673.
- Ecce Homo, Descalzas Reales, Madrid, ca 1673.
- Dolorosa, Descalzas Reales, Madrid, ca 1673.
- Dolorosa, Monastère de San Joaquín et Santa Ana, Valladolid, ca 1673.
- Ecce Homo, Musée diocésain et cathédrale, Valladolid, 1673-1679.
- Dolorosa, Musée diocésain et cathédrale, Valladolid, 1673-1679.
- Dolorosa, église paroissiale de Budia (Guadalajara), 1674.
- Ecce Homo, église paroissiale de Budia (Guadalajara), 1674.
- Immaculée Conception, collection privée, 1674.
- Saint Jean-Baptiste enfant, Musée des Beaux-Arts, Séville, 1674.
- Vierge de Bethléem, église de Purchil (Grenade), ca 1674.
- Immaculée Conception, collection privée, Madrid, ca 1675.
- Saint François, couvent de San Antón, Grenade, 1675.
- Saint Jean évangéliste, couvent de San Antón, Grenade, 1675.
- San José, église de San Nicolás, Murcie, 1675.
- Saint Joseph, trésor de la cathédrale, Malaga, 1675.
- Ferdinand le Catholique et Isabelle la Catholique, chapelle de la Vierge des Rois, cathédrale de Grenade, 1675.
- Apparition de la Vierge à saint Antoine de Padoue, Musée des Beaux-Arts, Malaga, 1675-1676.
- Ecce Homo, couvent des mères conceptionnistes, Zamora, ca 1676-1685.
- Dolorosa, couvent des mères conceptionnistes, Zamora, ca 1676-1685.
- Immaculée Conception, église paroissiale de Moros, Saragosse, 1676.
- Immaculée Conception, paroisse de San Nicolás, Murcie, 1676.
- Saint François d'Assise, collection privée, Madrid, 1677.
- Immaculée Conception, cathédrale, Cordoue, 1679.
- Sainte Anne, cathédrale, Cordoue, 1679.
- Saint Joachim, cathédrale, Cordoue, 1679.
- Saint Pierre d'Alcántara, couvent des Trinitaires, Madrid, 1679.
- Saint Joseph avec l'Enfant Jésus, cathédrale, Cordoue, 1680.
- Dolorosa, Musée national de sculpture, Valladolid, ca 1680 (attribué).
- Tête de Saint Jean de Dieu, Musée provincial des beaux-arts, Málaga, 1682.
- Vierge de Bethléem, cathédrale, Cuenca, 1683.
- La Vierge adorant l'Enfant, collection privée, Madrid, 1684.
- Immaculée Conception, Musée de l'église de San Antolín de Tordesillas (Valladolid), ca 1686.
- Immaculée Conception, Carmélites Déchaussées, Madrid, 1686.
- Saint Joseph avec l'Enfant Jésus, Carmes Déchaussés, Madrid, 1686.
- Enfant Jésus de la passion, endormi, Patrimoine National, Madrid, sms xvii.
- Ecce Homo, Musée National de Sculpture, Valladolid, ú. ct XVII.
- Calvaire, Patrimoine National, Madrid, sms xvii.
- Saint François d'Assise, Patrimoine National, Madrid, sms xvii.
- Vierge de Belén, église de Purchil (Grenade).
- Saint Antoine de Padoue, collection privée, Madrid.
- Saint Antoine de Padoue, couvent des Capucins, Grenade.
- Saint Antoine de Padoue, collection privée, Malaga.
- Christ de la Miséricorde, église Carmen, Málaga (attribué); Dolorosa, église cistercienne, Malaga.
- Dolorosa, Couvent de l'Annonciation à Alba de Tormes (Salamanque).
- Notre-Dame de Lumière dans sa Solitude, église San Juan de Dios, Murcie (attribué).
- Sainte Anne, église de San Juan Bautista à Cabra (Córdoba) (attribué).
- Saint Joachim, église de San Juan Bautista à Cabra (Córdoba) (attribué).
- Saint Pierre Martyr, église Saint Jean-Baptiste de Cabra (Cordoue) (attribué).
- Saint Bonaventure, église du couvent de Santa Clara à Montilla (Cordoue) (attribué).
- Sainte Claire, église du couvent de Santa Clara à Montilla (Cordoue) (attribué).
- Sainte Claire, retable de Santa Clara dans le monastère des Descalzas Reales, Madrid.
- Madeleine pénitente, Musée Federico Marès, Barcelone (attribué).
- Crucifixion, Musée des Beaux-Arts, Séville.
- Dolorosa, cathédrale, Malaga.
- Dolorosa, cathédrale, Cuenca.
- Dolorosa, Église de la Victoire, Malaga.
- Dolorosa, Académie Royale des Beaux-Arts de San Fernando, Madrid.
- Dolorosa, Musée des Beaux-Arts, Séville.
- Dolorosa, église des Piaristes, Getafe (Madrid).
- Ecce Homo, Musée des Beaux-Arts, Grenade.
- San Elías, cathédrale, Grenade.
- Saint François, Musée national de sculpture (Valladolid).
- Saint François, Victoria and Albert Museum, Londres.
- Immaculée Conception, église de San Juan Bautista à Marchena (Séville).
- Immaculée Conception, Église de la Magdalena, Grenade (attribué).
- Saint Pierre d'Alcántara, église de San Antonio Abad (Grenade).
- Saint Pierre d'Alcántara, collection privée, Barcelone.
- Saint Pierre d'Alcántara, église paroissiale de Santiago de Montilla (Cordoue) (attribué).
- Saint Pierre d'Alcántara, église du couvent de Santa Clara à Montilla (Cordoue) (attribué).
- Saint Pierre Apôtre, église du couvent des Capucines, Grenade.
- Saint Thomas de Villanueva, couvent des Augustines, Cabra (Cordoue).
- Vierge à l'Enfant, église paroissiale, Purchil (Grenade).